# Breakdance la Jocurile Olimpice de vară din 2024 - B-Girls
Proba de breakdance B-girls de la Jocurile Olimpice de vară din 2024 a avut loc pe 9 august 2024.

## Capi de serie
| Cap de serie | Atletă                  | Poreclă   |
| ------------ | ----------------------- | --------- |
| 1            | Liu Qingyi (CHN)        | 671       |
| 2            | Dominika Banevič (LTU)  | Nicka     |
| 3            | Ami Yuasa (JPN)         | Ami       |
| 4            | Ayumi Fukushima (JPN)   | Ayumi     |
| 5            | Anna Ponomarenko (UKR)  | Stefani   |
| 6            | Antilai Sandrini (ITA)  | Anti      |
| 7            | Sya Dembélé (FRA)       | Syssy     |
| 8            | Sunny Choi (USA)        | Sunny     |
| 9            | Vanessa Marina (POR)    | Vanessa   |
| 10           | Logan Edra (USA)        | Logistx   |
| 11           | Fatima El-Mamouny (MAR) | Elmamouny |
| 12           | Kateryna Pavlenko (UKR) | Kate      |
| 13           | Carlota Dudek (FRA)     | Carlota   |
| 14           | Zeng Yingying (CHN)     | Ying Zi   |
| 15           | Rachael Gunn (AUS)      | Raygun    |
| 16           | India Sardjoe (NED)     | India     |
| 17           | Manizha Talash (EOR)    | Talash    |

## Rezultate

### Pre-calificări
| Loc | Breaker (cap de serie) | Poreclă | Țară   | Runde | Voturi | Note                                                                                        |
| --- | ---------------------- | ------- | ------ | ----- | ------ | ------------------------------------------------------------------------------------------- |
| 1   | India Sardjoe (16)     | India   | Olanda | 3     | 27     | C                                                                                           |
| 2   | Manizha Talash (17)    | Talash  | (EOR)  | DS    | DS     | Talash a fost descalificată pentru că a afișat un slogan politic în timpul prestației sale. |

### Faza grupelor

#### Grupa A
| Loc | Breaker (cap de serie) | Poreclă | Țară                       | Runde | Voturi | Note |
| --- | ---------------------- | ------- | -------------------------- | ----- | ------ | ---- |
| 1   | India Sardjoe (16)     | India   | Olanda                     | 6     | 48     | C    |
| 2   | Liu Qingyi (1)         | 671     | China                      | 4     | 33     | C    |
| 3   | Sunny Choi (8)         | Sunny   | Statele Unite ale Americii | 2     | 15     |      |
| 4   | Vanessa Marina (9)     | Vanessa | Portugalia                 | 0     | 12     |      |

#### Grupa B
| Loc | Breaker (cap de serie) | Poreclă | Țară                       | Runde | Voturi | Note |
| --- | ---------------------- | ------- | -------------------------- | ----- | ------ | ---- |
| 1   | Dominika Banevič (2)   | Nicka   | Lituania                   | 5     | 42     | C    |
| 2   | Sya Dembélé (7)        | Syssy   | Franța                     | 4     | 33     | C    |
| 3   | Logan Edra (10)        | Logistx | Statele Unite ale Americii | 3     | 33     |      |
| 4   | Rachael Gunn (15)      | Raygun  | Australia                  | 0     | 0      |      |

#### Grupa C
| Loc | Breaker (cap de serie) | Poreclă   | Țară    | Runde | Voturi | Note |
| --- | ---------------------- | --------- | ------- | ----- | ------ | ---- |
| 1   | Ami Yuasa (3)          | Ami       | Japonia | 6     | 52     | C    |
| 2   | Zeng Yingying (14)     | Ying Zi   | China   | 4     | 35     | C    |
| 3   | Antilai Sandrini (6)   | Anti      | Italia  | 2     | 19     |      |
| 4   | Fatima El-Mamouny (11) | Elmamouny | Maroc   | 0     | 2      |      |

#### Grupa D
| Loc | Breaker (cap de serie) | Poreclă | Țară    | Runde | Voturi | Note |
| --- | ---------------------- | ------- | ------- | ----- | ------ | ---- |
| 1   | Kateryna Pavlenko (12) | Kate    | Ucraina | 4     | 35     | C    |
| 2   | Ayumi Fukushima (4)    | Ayumi   | Japonia | 4     | 31     | C    |
| 3   | Anna Ponomarenko (5)   | Stefani | Ucraina | 4     | 30     |      |
| 4   | Carlota Dudek (13)     | Carlota | Franța  | 0     | 12     |      |

### Faza eliminatorie
|  | Sferturi de finală | Sferturi de finală |             |        | Semifinale                     | Semifinale                     |  |  | Meciul pentru medalia de aur | Meciul pentru medalia de aur |
|  |                    |                    |             |        |                                |                                |  |  |                              |                              |
|  | 9 august           |                    |             |        |                                |                                |  |  |                              |                              |
|  |                    |                    |             |        |                                |                                |  |  |                              |                              |
|  | Syssy (FRA)        | 0 (2)              |             |        |                                |                                |  |  |                              |                              |
|  | Syssy (FRA)        | 0 (2)              | 9 august    |        |                                |                                |  |  |                              |                              |
|  | Ami (JPN)          | 3 (25)             |             |        |                                |                                |  |  |                              |                              |
|  | Ami (JPN)          | 3 (25)             | Ami (JPN)   | 2 (17) |                                |                                |  |  |                              |                              |
|  | 9 august           |                    | Ami (JPN)   | 2 (17) |                                |                                |  |  |                              |                              |
|  |                    | India (NED)        | 1 (10)      |        |                                |                                |  |  |                              |                              |
|  | India (NED)        | India (NED)        | 1 (10)      | 2 (17) |                                |                                |  |  |                              |                              |
|  | India (NED)        |                    | 9 august    | 2 (17) |                                |                                |  |  |                              |                              |
|  | Ayumi (JPN)        | 1 (10)             |             |        |                                |                                |  |  |                              |                              |
|  | Ayumi (JPN)        | 1 (10)             | Ami (JPN)   | 3 (16) |                                |                                |  |  |                              |                              |
|  | 9 august           |                    | Ami (JPN)   | 3 (16) |                                |                                |  |  |                              |                              |
|  |                    | Nicka (LTU)        | 0 (11)      |        |                                |                                |  |  |                              |                              |
|  | 671 (CHN)          | Nicka (LTU)        | 0 (11)      | 3 (20) |                                |                                |  |  |                              |                              |
|  | 671 (CHN)          | 9 august           |             | 3 (20) |                                |                                |  |  |                              |                              |
|  | Kate (UKR)         | 0 (7)              |             |        |                                |                                |  |  |                              |                              |
|  | Kate (UKR)         | 0 (7)              | 671 (CHN)   | 1 (9)  |                                |                                |  |  |                              |                              |
|  | 9 august           |                    | 671 (CHN)   | 1 (9)  |                                |                                |  |  |                              |                              |
|  |                    | Nicka (LTU)        | 2 (18)      |        | Meciul pentru medalia de bronz | Meciul pentru medalia de bronz |  |  |                              |                              |
|  | Ying Zi (CHN)      | Nicka (LTU)        | 2 (18)      | 0 (1)  | Meciul pentru medalia de bronz | Meciul pentru medalia de bronz |  |  |                              |                              |
|  | Ying Zi (CHN)      |                    | 9 august    | 0 (1)  |                                |                                |  |  |                              |                              |
|  | Nicka (LTU)        | 3 (26)             |             |        |                                |                                |  |  |                              |                              |
|  | Nicka (LTU)        | 3 (26)             | India (NED) | 1 (8)  |                                |                                |  |  |                              |                              |
|  |                    |                    |             |        |                                |                                |  |  |                              |                              |
|  | 671 (CHN)          | 2 (19)             |             |        |                                |                                |  |  |                              |                              |
|  | 671 (CHN)          | 2 (19)             |             |        |                                |                                |  |  |                              |                              |

## Clasament final
| Loc | Atletă                  | Poreclă   |
| --- | ----------------------- | --------- |
| 1   | Ami Yuasa (JPN)         | Ami       |
| 2   | Dominika Banevič (LTU)  | Nicka     |
| 3   | Liu Qingyi (CHN)        | 671       |
| 4   | India Sardjoe (NED)     | India     |
| 5   | Ayumi Fukushima (JPN)   | Ayumi     |
| 6   | Kateryna Pavlenko (UKR) | Kate      |
| 7   | Sya Dembélé (FRA)       | Syssy     |
| 8   | Zeng Yingying (CHN)     | Ying Zi   |
| 9   | Anna Ponomarenko (UKR)  | Stefani   |
| 10  | Logan Edra (USA)        | Logistx   |
| 11  | Antilai Sandrini (ITA)  | Anti      |
| 12  | Sunny Choi (USA)        | Sunny     |
| 13  | Vanessa Marina (POR)    | Vanessa   |
| 14  | Carlota Dudek (FRA)     | Carlota   |
| 15  | Fatima El-Mamouny (MAR) | Elmamouny |
| 16  | Rachael Gunn (AUS)      | Raygun    |
| DS  | Manizha Talash (EOR)    | Talash    |